# Remissió (medicina)
La remissió és l'estat d'absència d'activitat d'una malaltia en pacients que tenen una malaltia crònica coneguda. Se sol utilitzar en referència a l'absència de càncer actiu o malaltia inflamatòria intestinal, entre altres casos.